# صراع في جرش
صراع في جرش هي أول محاولة أردنية لانتاج فيلم سينمائي طويل صور عام 1958.آخر الفيلم واصف الشيخ ياسين إلى جانب قيامه بالتمثيل مع مجموعة أخرى مثل: أحمد القرى، علي أبو سمرة، فائق القبطي، صبحي النجار، غازي هواش، وآخرين، وكتب قصة الفيلم فخري أباظة. ويوثق للمدن الأردنية والفلسطينية في الخمسينات، كما أنه تحدث عن قيم الحرية وتحرير الأرض المغتصبة. ويُعتبر الفيلم أول خطوة فعلية على طريق تأسيس صناعة سينمائية في الأردن، وكان الفيلم حصيلة جهود شخصية لمجموعة من الشباب الأردنيين الطامحين لعمل أفلام سينمائية على غرار الأفلام المصرية والسورية التي كانت منتشرة في ذلك الوقت.

## القصة
يتحدث الفيلم الذي صورت مشاهده الداخلية في فندق فيلادلفيا عن سائحة تجوب العديد من المناطق السياحية الأردنية بمرافقة رجل أمن ارتبط بعلاقة صداقة سابقة مع والدها بينما هناك عصابة تتربص بها، وتتصاعد الأحداث من خلال تلك المطاردة بين السائحة ورجل الأمن من جهة، وأفراد العصابة من جهةْ أخرى عند آثار جرش، بحيث ينتصر فيها رجل الأمن على العصابة ويقتادهم إلى مصيرهم المحتوم.

ويعد الفيلم على بساطته محاولة لتقليد الأفلام المصرية التي كانت سائدةً في الخمسينات من القرن الماضي، ويظهر ذلك في الاسم حيث أن مجموعة الشباب الذين تبرعوا بتمثيل وانتاج هذا الفيلم وبهذا الاسم «صراع في جرش «هو تقليد للفيلم المصري الشهير « صراع في الوادي «من بطولة عمر الشريف وفاتن حمامة وآخرين، والذي أخرجه يوسف شاهين عام 1954 في مصر.

## الشخصيات
- أمال عزت
- صبحي مصطفى
- علي أبو صبرة
- حسن الحلبي
- فاروق بيجان
- وليد الكردي
- فخري كريشان
- غازي هواش
- نورا الصروان
- احمد المصري
- فاروق بيجان

### الطاقم
- قصة زكي السكاكيني
- إخراج: واصف الشيخ
- عازف الكمان: كريم عطالله
- الرسوم والخطوط: كيال عمان
- مهندس الصوت: صبحي مصطفى
- تسجيل الصوت: حسن المصري
- مهندس الاضائة: أسعد الاحمد
- مونتاج: إبراهيم سرحان
- نيجاتيف: فاروق الشيخ
- ميكياج إبراهيم سرحان
- الرواي: احسام علم وسمير مطاوع
- المصور الفوتوغرافي: ستوديو سبور - اكرم جاد الله الطويل
- المناظر الداخلية: فندق فيلادلفيا
- تسجيل الصوت: شركة افلام الأردن
- سيناريو حوار: الهيئة الفنية لشركة افلام الأردن
- تصوير: إبراهيم سرحان
- أغنية صب القهوة
  - كلمات خليل عبدالفتاح
  - الحان وغناء: درويش المريدي

## الاهمية
تنبع أهمية الفيلم انه بداية لتأسيس سينما أردنية وايضا لمضمونة الوطني، وكونه كان مسبوقاً بمقدمة دعائية عرضت في صالات السينما وقت ذلك تتضمن مشاهد ذات طابع وثائقي لمدن الأردن وفلسطين أصبحت الآن حافظة مرئية لذاكرة تلك المدن. ويعد الفيلم وثيقة تاريخية وسياحية مرئية باتت تسمح للمشاهد بالتعرف على المكان الأردني في زمن مضى وما طرأ عليه من تغيرات وتطورات. مثل آثار «جرش» كانت مجرد أطلال وأصبحت الآن معلم سياحي حضاري، كذلك البحر الميت حيث كان فارغاً إلا من رمال جرداء وماء، فأصبح الآن ينبض بالعمران والحياة والسياحة.
في عام 2015 تم إصدار دراسة بعنوان إشكالية تحديد الجنس السينمائي الفني – فيلم صراع في جرش إنموذجا في المجلة الأردنية للفنون اشرف عليها أعضاء هيئة التدريس في قسم الدراما في كلية الفنون الجميلة في جامعة اليرموك السادة أحمد عبد سليمان وغسان عيد حداد وعلي فياض الربيعات حيث تم التركيز على الفيلم لمعرفة اساس بدايات السينما الأردنية 

## فكرة التصوير
يقول الناقد السينمائي الأردني عن الفيلم في كتابة حول السينما الأردنية حول فكرة الفيلم:
بعد الهجرة عام (1948 (استقر محمد صالح الكيلاني في عمان وأسس استوديو للتصوير الفوتوغرافي (بشارع الرضا) بجانب البنك الاهلي الأردني، ثم اسس فيما بعد استوديو آخر تحت اسم استوديو (سبورت) على درج (سينما بسمان)، ثم اسس استوديو الشرق بجوار (سينما الخيام) وهذا الاستوديو انطلق لتصوير الاشرطة السينمائية الاخبارية للشركات الاخبارية الاجنبية، ثم أصبح في الخمسينات مصوراً سينمائيا ايضاً لأخبار شركة بريطانية ولشركة ألمانية. وكل ذلك قبل ان تتبلور في ذهنه فكرة تأسيس شركة سينمائية في الأردن بعدما تعرف على مجموعة من الشباب المتحمسين للسينما فأسس (شركة افلام الأردن) برأسمال وهمي قدره 10 آلاف دينار.
وهكذا فقد تقرر إخراج فيلم سينمائي أردني طويل لحساب الشركة المؤسسة مع مصطفى صبحي النجار وأحد افراد آل المصري، حيث بدأ الكيلاني معهم وهما ميكانيكيان وضع تصميم لماكينات الطبع والتحميض غير المتوفرة انذاك في الأردن.. وقد استأجر مكتباً في (شارع المحطة) الا ان ماكينة الطبع والتحميض المصممة لم تعط النتائج الفنية المرجوة، مما اسهم في الخلاف بين الشركاء حيث انسحب الكيلاني، واختار حسن سرحان ليكون محله في تصوير الفيلم واخراجه، وهكذا قررت الشركة ان يجمعوا نقوداً من الممثلين، وان يدفع كل ممثل (خمسة) دنانير (والتي تعتبر في الخمسينيات مبلغ كبير) للمساهمة في ميزانية هذا الفيلم الذي تغيّر اسمه من (غرام سائحة) إلى (صراع في جرش).

## اصل السيناريو
كان الكاتب سمير مطاوع قد اصدر كتاباً بعنوان «مشوار» (1) عام 1957 وهو عبارة عن مجموعة من القصص القصيرة التي اطلع عليها الاديب عيسى الناعوري وشجعه على اصدارها. ومن بين هذه القصص قصة بعنوان «غرام سائحة».. وهي القصة التي تحولت إلى فيلم سينمائي بعنوان «صراع في جرش» وذلك عام 1957 قبل صدور الكتاب نفسه.

## التحضيرات والتصوير
وتم التجهيز بإنجاز المعدات اللازمة للتصوير والمونتاج محلياً. ووضع قصة الفيلم سمير مطاوع، والسيناريو فخري أباظة، وكان الفيلم يعاني من بعض المشكلات الفنية والعملية بسبب ظروف الإنتاج والمعدات المستخدمة، ونقص الخبرات لدى فريق العمل. وبالرغم من مستوى الفيلم بالمقارنة في الافالم الأخرى التي كانت منتشرة في الخمسينيات من القرن العشرين، فلا يمكن عقد مقارنة ما بين إمكانيات هذا الفيلم السينمائي الأردني الأول وبين الامكانات الكبيرة والمتقدمة التي كانت متاحة للافلام المصرية أو الاجنبية الأخرى. حيث أن الفيلم ورعاته من ممثلين ومخرجين وتقنيين لم يكونوا من المحترفين بل أكثرهم من (الهواة). أمأ التمويل للفيلم فكان بالكامل بأموال أردنية عبر شركة أسسها صانعو الفيلم وكانت المساهمة المالية لكل واحد منهم (خمسة) دنانير أردنية فقط.
تم تصوير الفيلم على شريط سينمائي من نوع 16 ملم أبيض وأسود. وھو ما يؤكد على تصنيف الفيلم مع الأفلام ذات الإنتاجية المنخفضة. وھو ليس عيبا بالمقارنة مع تاريخ إنتاج الفيلم والأفلام السائدة تلك الفترة على المستويين العالمي والمحلي. كما إن تصوير العمل بوساطة بالاسود والابيض يعطيه ويغنيه من الناحية الفنية وبالتالي تقديم الفيلم بطريقة مختلفة عن الواقع لغياب اللون عن المادة الارشفية. استخدم صانعو فيلم صراع في جرش أسلوب الراوي في رواية قصة الفيلم لابل ومقولته وعنوانه وتفاصيل أخرى. جرى التعريف بالفيلم عن طريق المعلق، فيذكر بقوله: (صراع بين الخير والشر....)

## العرض في السينما
تم عرض الفيلم في صالات السينما الأردنية في العام 1957 في سينمات الفيومي وبسمان في عمان، وفي صالات السينما في مدينة اربد ومدينة الزرقاء، هو أول فيلم أردني يؤرخ لبدء تاريخ ومسيرة السينما الأردنية. ذلك رغم الامكانيات البسيطة والمتواضعة جداً التي عمل ضمنها أصحاب هذا الفيلم الأردني المحلي.

## الهوامش
- 1 يتحدث السفير مسير مطاوع عن اصل سيناريو وقصة الفيلم (حيث انه ذات يوم وكنت أجلس في محلات القبطي الشهيرة في شارع بسمان عند فائق القبطي، الذي لم يغنه النجاح في مضمار التجارة عن هواية التمثيل فقال لي: هناك شباب يريدون إنتاج فيلم سينمائي أردني لكنهم يبحثون عن قصة مناسبة لعمل الفيلم؟! فأعطيته ملفاً يتضمن مجموعة من القصص التي أستعد لنشرها ليختاروا القصة التي تعجبهم كي يقوموا بعمل الحوار والسيناريو لها - وقام الصحفي والناقد السينمائي فخري أباظة - بكتابة السيناريو والحوار مع آخرين لإحدى قصصي (غرام سائحة)، وغيروا اسم القصة والفيلم إلى (صراع في جرش). وكنت أتابع احياناً عمليات تجهيز الفيلم المونتاج في استوديو في منطقة المحطة.. وعرض الفيلم في سينما بسمان عام 1958 لفترة قصيرة ولم يحقق النجاح المتوقع.

## روابط خارجية
- صراع في جرش على موقع قاعدة بيانات الأفلام العربية
- رابط الفيلم عبر اليوتيوب